# Scato Gockinga (1851-1943)
Scato Gockinga (Groningen, 21 juli 1851 - Apeldoorn, 9 februari 1943) was een Nederlandse burgemeester.

## Leven en werk
Gockinga werd op 21 juli 1851 te Groningen geboren als lid van de familie Gockinga en zoon van Wolter Gockinga (1812-1883) en Gerarda Anna Paulina Wolthers (1818-1867). Hij trouwde in 1889 met Willemina Susanna Johanna Maria Schuijt van Castricum (1862-1904) met wie hij twee zonen kreeg. Hij overleed op 9 februari 1943 in Apeldoorn op 91-jarige leeftijd.
Gockinga werd in 1889 burgemeester van 't Zandt. Daarna werd hij in 1891 burgemeester van Appingedam tot 1897. In februari 1907 werd Gockinga burgemeester van Hoogkerk. In februari 1917 legde hij om gezondheidsredenen zijn ambt neer. Bij zijn afscheid kreeg hij van het gemeentebestuur een vuurscherm, waarin in gebrand glas het wapen van Hoogkerk afgebeeld was.